# Vampire in Brooklyn
Vampire in Brooklyn ist eine US-amerikanische Horrorkomödie von Wes Craven aus dem Jahr 1995.

## Handlung
Ein Schiff rammt die Hafenanlage von Brooklyn. Der Nachtwächter, Silas Green, entdeckt an Bord nur blasse Leichen und einen Wolf, der sich am Kai in eine Gestalt verwandelt.
Julius Jones, der Neffe von Silas Green, wird von zwei Gangstern mit einer Waffe bedroht. Der Vampir Maximillian tötet die beiden und flößt Julius Tropfen seines Blutes ein. Daraufhin wird dieser zu einem Ghul, einem hörigen Diener.
Maximilian sucht die Polizistin Rita Veder, die – ihr selbst unbewusst – eine Halbvampirin und deshalb eine ideale Lebensgefährtin für ihn ist. Rita kann den Tod ihrer Mutter einige Monate zuvor nicht verkraften und wird von schrecklichen Visionen und Albträumen geplagt, die sie im Malen von Bildern verarbeitet.
Rita und ihr Kollege Justice sind mit der Untersuchung des Leichenschiffs und des Mordes an den Gangstern beauftragt. Maximilian ersinnt Intrigen, um das sich anbahnende Liebesverhältnis von Justice und Rita zu zerstören. So lässt er die Polizistin glauben, Justice hätte Sex mit ihrer Mitbewohnerin Nikki gehabt. In Wahrheit war es Maximilian, der Nikki verführte und ermordete. Maximilian schafft zwei lebensgefährliche Situationen für Rita, in denen er ihr das Leben rettet. So lässt sie sich in seine in ein High-Society-Domizil verzauberte Absteige zum Essen einladen, in dem er sie zum Tanz bittet und beißt.
Am nächsten Morgen sucht Justice Rita auf und berichtet ihr, dass die tote Nikki so aufgefunden wurde, wie sie sie in jener Nacht ihres Verschwindens gemalt hat. Rita nähert sich Justice in irritierender Weise körperlich an, doch als sie kein Spiegelbild von sich im Spiegel sieht, erkennt sie die Zusammenhänge und läuft zu Maximilian, von dem sie von der Mensch-Vampir-Beziehung ihrer Eltern auf einer Insel in der Karibik erfährt, worüber auch Justice von dem damaligen Führer von Ritas Mutter aufgeklärt wird. Justice gelangt zum Domizil des Vampirs und ist im Kampf diesem unterlegen, doch die scheinbar zur Vampirin gewordene Rita ist noch Mensch genug, Maximilian zu töten und sich zurück zu verwandeln. Den umgekehrten Weg nimmt der mittlerweile sehr verunstaltete Julius, der den Ring von Maximilian über seinen Finger streift, der ihn zu einem attraktiven Vampir macht.

## Kritiken
James Berardinelli schrieb, die Filmemacher seien nicht mehr imstande, gute Vampirfilme zu drehen. Es gebe zwar einige komische Szenen, aber die Komödie erfülle die Versprechungen nicht. Eddie Murphy verfüge „immer noch“ über die Leinwandpräsenz.
Roger Ebert schrieb in der Chicago Sun-Times, dass es „optimistisch“ sei, den Film als eine „Komödie“ zu bezeichnen.
Cinema schrieb, Eddie Murphy kalauere „die ohnehin unoriginelle Story endgültig ins Grab“ und resümierte: „Viel Ketchup, aber blutleerer Klamauk.“
Das Lexikon des internationalen Films schrieb, der Film sei eine „[t]ypenhaft angelegte Parodie“, welche „durchaus einigen Witz zu bieten“ habe und „durch doppelsinnige Sprüche“ unterhalte.

## Produktion
Die Horrorkomödie wurde in Brooklyn gedreht. Sie kostete etwa 14 Millionen Dollar und spielte an den US-Kinokassen etwa 19,8 Millionen Dollar ein.
Es war Eddie Murphys letzter Film im Rahmen seines Exklusivvertrages mit Paramount Pictures (dieser begann mit Nur 48 Stunden und beinhaltete die Beverly-Hills-Cop-Serie). Während der Dreharbeiten starb die Stuntfrau Sonya Davis, als sie sich bei einem Sturz aus ca. 15 Metern Höhe schwere Kopfverletzungen zuzog. Murphy äußerte sich in einem Interview mit dem Rolling-Stone-Magazin zum geringen Erfolg des Films: „Ausschlaggebend war die Perücke. Die Leute sehen mich mit langen Haaren und sagen: Hau ab, was zum Teufel ist das?“